# ルシール・フレッチャー
- ルシル・フレッチャー

ルシール・フレッチャー（本名：ヴァイオレット・ルシール・フレッチャー、 Violet Lucille Fletcher, 1912年3月28日 - 2000年8月31日）は、アメリカ合衆国の脚本家（映画、ラジオ、テレビ）、劇作家、小説家。
フレッチャーは『トワイライト・ゾーン』の1編『ヒッチハイカー (The Hitch-Hiker)』（1960年）の原作者として有名だが、これは元々はオーソン・ウェルズのラジオ・ドラマとして書かれたものだった（1941年/1942年/1946年）。映画『私は殺される』（1948年）も、オリジナルは30分のラジオ・ドラマだった（1943年）。なお、どちらも後にフレッチャー自身により戯曲化されている。

## 生涯
フレッチャーはニューヨーク市ブルックリン区に、父マシュー、母ヴァイオレットの娘として生まれた。ヴァッサー大学に進み、1933年に学位を得る。卒業後、CBSの事務職に就き、そこで作曲家バーナード・ハーマンと知り合う。1939年10月2日、二人は結婚するが、ハーマンのがさつな性格とユダヤ人であることに両親が反対し、結婚まで5年を要した。フレッチャーとハーマンはいくつかのプロジェクトで共に仕事をした。たとえば、ラジオ・ドラマ『The Campbell Playhouse』の『ヒッチハイカー』（1941年）のスコアを書いたのはハーマンであるし、ハーマンのオペラ『嵐が丘 (Wuthering Heights)』（1951年）のオペラ台本を書いたのはフレッチャーである。しかし、1948年に離婚。フレッチャーは小説家・劇作家のダグラス・ウォールップ (Douglass Wallop) と再婚し、1985年にウォールップが亡くなるまで一緒だった。

## 作品
『Sorry, Wrong Number』について、フレッチャーはインタビューで、他人の生活から起きる事件にインスパイアされたと語ったことがある。ハーマンが病気で家にいた時、フレッチャーは薬を買いに薬局に行ったが、長年の知り合いである薬剤師と何気なく会話していたところ、待たされていた初老の婦人が怒り出した。婦人は薬剤師に詰め寄って、サービスがひどいの、フレッチャーに対して「この邪魔者は誰よ?」と食ってかかった。フレッチャーは婦人の金切り声を苛立つ態度を見て、家に帰り、危険な状況に巻き込まれてしまった人についてのスクリプトを書くことにしたのである。
そうして書き上げたラジオ・ドラマ『Sorry, Wrong Number』は1943年5月25日に初放送され、伝説的な古典ラジオ・ドラマの1本となった。この時、主役のスティーヴンソン夫人を演じたアグネス・ムーアヘッドは、このドラマの7度の再演のすべてで同じ役を演じた。1948年の映画版で主役を演じたバーバラ・スタンウィックはアカデミー主演女優賞にノミネートされた。1959年にCBSラジオの『Suspense』シリーズで放送されたヴァージョンは、1960年のエドガー賞 最優秀ラジオドラマ賞を受賞した。『Sorry, Wrong Number』は後に戯曲化、小説化され、何度もテレビ・ドラマ化（1946年、1954年、1962年、1964年、1989年）されている。

### 戯曲
- The Hitch-Hicker（1941年）
- スミマセン番号間違えました（Sorry, Wrong Number, 1943年） - 日本語訳：三田地里穂（而立書房、現代アメリカ演劇叢書『役者の悪夢』収録）
- Night Watch（1972年） - 1973年にエリザベス・テイラー主演で映画化（『夜を見つめて (Night Watch)』）

### 小説
- Blindfold（1960年） - 1965年にロック・ハドソン主演で映画化（『目かくし』）
- アルプスの失踪者（...And Presumed Dead, 1964年） - （日本リーダーズダイジェスト、『金色のアザラシ 野生のドラマ』収録）
- The Girl in Cabin B54（1969年）
- スタンフォードへ80ドル（Eighty Dollars to Stamford, 1975年） - 日本語訳：吉野美恵子（早川書房、ハヤカワ・ポケット・ミステリ・ブック）1979年に「俺が愛した謎の女」（河原崎建三主演）、1982年に火曜サスペンス劇場「バックミラーの中の女」（田中邦衛主演）としてテレビドラマ化されている。
- Mirror Image（1988年）